# Валенсија Вест (Аризона)
Валенсија Вест (енгл. Valencia West) насељено је место без административног статуса у америчкој савезној држави Аризона.

## Демографија
По попису из 2010. године број становника је 9.355, што је 6.975 (293,1%) становника више него 2000. године.
| Група             | 2000.         | 2010.         |
| Белци             | 662 (27,8%)   | 2.527 (27,0%) |
| Афроамериканци    | 32 (1,3%)     | 305 (3,3%)    |
| Азијати           | 3 (0,1%)      | 146 (1,6%)    |
| Хиспаноамериканци | 1.628 (68,4%) | 6.089 (65,1%) |
| Укупно            | 2.380         | 9.355         |